# Прорізна, 8
Будинок «Київметробуду» — адміністративна будівля управління будівництва київського метрополітену, розташована на Прорізній вулиці, 8. До комплексу споруд відносилась сусідня будівля № 6, в якій розміщувався клуб «Київметробуду». 
Будівля після відновлення у 1953 році повністю змінила зовнішній вигляд й отримала риси радянського неокласицизму.

## Історія ділянки
1874 року від Прорізної вулиці проклали Музичний провулок. У 1907—1909 роках тут, на ділянці № 3, за тогочасною нумерацією, спорудили будинок Голієвської  у стилі італійського неоренесансу. У ньому розмістили міський ломбард. Операційні приміщення і комори спроєктував архітектор Василь Осьмак. 
У вересні 1941 року будівля ломбарду разом із сусіднім музичним училищем архітектора Йосипа Каракіса (1935 року) згоріла від пожежі, спричиненої підривом середмістя Києва радянськими диверсійними групами. 

## Відновлення і використання будівлі
У 1949 році в Києві було створено управління будівництва метрополітену «Київметробуд». Передбачалось розмістити управління на першому поверсі будинку працівників «Метробуду» на Московській (сучасна Князів Острозьких), 5/2. Водночас для нової установи розпочали відновлення зруйнованого ломбарду за проєктом Ігоря Масленкова. Коробку вигорілої зсередини споруди оздобили новим фасадом у стилі сталінського неокласицизму і пробили наскрізний проїзд на новопрокладену вулицю (тепер — вулиця Бориса Грінченка). Проїзд зроблений у вигляді тріумфальної арки із жіночими і чоловічими фігурами метробудівців на колонах, яка стала акцентом будівлі. Відновлювані роботи тривали впродовж 1952—1953 років. «Київметробуду» передали також сусідню будівлю № 6. 
У 1960-х роках у клубі «Київметробуду» проводив репетиції і виступи самодіяльний Молодіжний естрадний ансамбль під керівництвом актора театру імені Лесі Українки Володимира Чеплевського. 1962 року до Києва завітав американський джазовий кларнетист Бенні Гудмен, коріння якого були з Білої Церкви. Партійне керівництво вирішило запросити його до клубу й показати майстерність гри молодіжного колективу. Джазмен на згадку про зустріч подарував музикантам кілька своїх оркестровок з автографом. 
У 1979—1988 роках приміщення клубу орендував Молодіжний театр, який згодом переїхав на Прорізну, 17. Перший театральний сезон відкрили 26 квітня 1980 року лірико-драматичною п'єсою «З весною я до тебе повернусь!» Олексія Казанцева.

## Архітектура
Будинок п'ятиповерховий. Декор цоколю імітований під рваний камінь. Другий і третій поверхи рустовані. Фасади прикрашені пілястрами на рівні четвертого — п'ятого поверхів. 
Урочисто і монументально вирішено трипрогінний арковий проїзд. Арки з протилежних сторін будівлі фланковані колонами із жіночими і чоловічими фігурами метробудівців. Аттик з боку Прорізної вулиці оздоблений символікою метрополітену і датою «1952». 
Фасад вцілілої частини колишнього ломбарду прикрашений кадуцеєм Гермеса (Меркурія).

## Ілюстрації

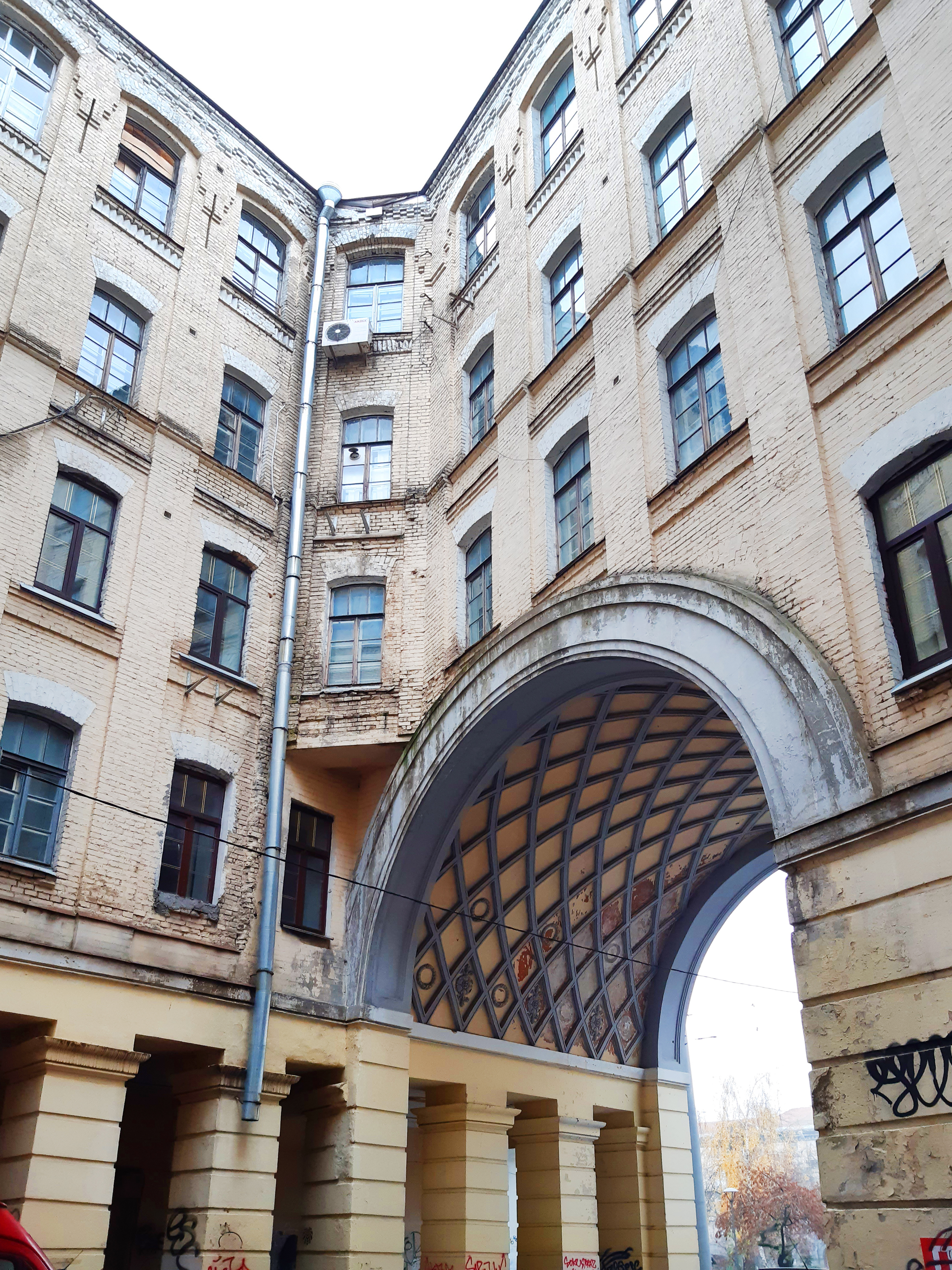
Уціліла частина колишнього ломбарду з новою аркою
Фігури метробудівців над тріумфальною аркою
Символіка метрополітену